# Rapperswil (Berna)
Rapperswil é uma comuna da Suíça, localizada no Cantão de Berna, com 2.111 habitantes, de acordo com o censo de 2010. Estende-se por uma área de 18,2 km², de densidade populacional de 116 hab/km². Confina com as seguintes comunas: Scheunen, Bangerten, Zuzwil, Deisswil bei Münchenbuchsee, Münchenbuchsee, Schüpfen, Grossaffoltern, Wengi, Ruppoldsried, e Messen (no Cantão de Solothurn).

## Idiomas
De acordo com o censo de 2000, a maioria da população fala alemão (95,4%).